# Croton consanguineus
Espèce
Croton consanguineus est une espèce de plantes à fleurs du genre Croton et de la famille des Euphorbiaceae, présente aux Philippines.
Il a pour synonymes :
- Croton consanguineus var. molliusculus, Croizat, 1942
- Oxydectes consanguinea, (Müll.Arg.) Kuntze